# Paul Souffrin
Pour les articles homonymes, voir Souffrin.
Paul Souffrin, né le 16 mai 1932 à Courbevoie (Seine) et mort le 29 janvier 2025 à Thionville (Moselle), est un homme politique français. Membre du Parti communiste français, il est maire de Thionville de 1977 à 1995, sénateur de la Moselle de 1983 à 1992 et conseiller régional de Lorraine de 1986 à 1989.

## Biographie

### Jeunesse et parcours professionnel
Paul Adrien Souffrin nait le 16 mai 1932 à Courbevoie de parents juifs roumains non croyants : Emmanuel Bergmann et Cornéla Suffrin (1910-1996),. Il a un frère cadet, Pierre Bernard, né en 1935 et mort en 2002, qui deviendra astrophysicien. Son père, ingénieur, est arrêté en 1942, puis déporté à Auschwitz où il meurt quelques mois plus tard. Après la guerre, les enfants prennent le nom de leur mère, modifié en « Souffrin ».
Paul Souffrin obtient son baccalauréat au lycée Condorcet à Paris, puis s'engage dans des études de médecine à Paris, puis à Tours.
Après son service militaire, il est médecin anesthésiste à Bordeaux en 1961, puis à Thionville en 1966, à l'hôpital Beauregard puis Bel Air, où il devient responsable du service d'anesthésie, du service de réanimation et du poste de transfusion sanguine.
En 1992, à l'issue de son mandant sénatorial, il s'inscrit à la faculté des lettres de Metz, où il obtient une maitrise puis un DEA. Il poursuit ses études à l'université de la Sorbonne à Paris où il devient docteur ès lettres en 2008, avec une thèse intitulée Raymond Queneau, les peintres et la peinture,.

### Parcours politique
Membre du Parti communiste français depuis 1952, il est élu maire de Thionville en 1977 en battant Georges Ditsch sur fond de crise économique et sociale avec l'annonce, entre les deux tours de l'élection, de l'arrêt du site sidérurgique Usinor de Thionville[réf. souhaitée]. Réélu en 1983 et 1989, il reste maire jusqu'en 1995, battu alors par celui qui avait été son adversaire malheureux de 1989, Jean-Marie Demange.
En tant que maire, il est connu pour son engagement en faveur des travailleurs, notamment d'Usinor en 1977 en se présentant comme un candidat et maire de « lutte ». De même en 1989, il a soutenu les cheminots quand le dépôt ferroviaire était sous la menace d'une délocalisation de ses activités à Metz (projet soutenu par la SNCF et Jean-Marie Rausch, maire de Metz, mais abandonné en raison de la grève des cheminots thionvillois)[réf. souhaitée]. Dans le domaine culturel, il est à l'origine de l'installation du Théâtre populaire de Lorraine à Thionville, ainsi que la création du gymnase Jean-Pierre-Adams et le musée de la Résistance.
En 1983, il est élu comme premier sénateur communiste de la Moselle, sous la Ve République, mais non réélu neuf ans plus tard. Durant son mandat, il est membre de la commission des affaires sociales.
Il est conseiller municipal d'opposition entre 1995 et 2001, et maire honoraire de Thionville de 2000 à sa mort.

### Vie privée et mort
Marié en 1956 avec Annie Jouannault avec laquelle il a trois enfants, Paul Souffrin meurt le 29 janvier 2025 à Thionville à l'âge de 92 ans. Un hommage public lui est rendu le 1er février à la salle du « Val Marie » à Thionville. Deux jours plus tard, le conseil municipal de Thionville observe une minute de silence en sa mémoire, avant que le maire Pierre Cuny ne lui rende hommage, en déclarant notamment que Paul Souffrin était  « un homme de convictions, un mari et un père aimant, un praticien hospitalier réputé profondément humaniste et d'une grande culture. »

## Mandats
- 1977-1995 : maire de Thionville
- 1983-1992 : sénateur de la Moselle (groupe communiste)
- 1986-1989 : conseiller régional de Lorraine

## Récompenses
- Chevalier de la Légion d'honneur[7].
- Chevalier de l'ordre des Palmes académiques[7].